# María Paz García-Bellido y García de Diego
María Paz García-Bellido y García de Diego (Madrid, 23 de febrero de 1940) es una profesora e investigadora española.

## Biografía
García-Bellido nació en Madrid el 23 de febrero de 1940, siendo hija del arqueólogo e historiador de arte Antonio García y Bellido.
Es licenciada en Historia por la Universidad Complutense de Madrid y doctora en Numismática Antigua por la Universidad de Salamanca, donde fue profesora titular de Arqueología, Epigrafía y Numismática desde 1973 hasta 1990.
En 1990 empezó a trabajar como investigadora en el Instituto de Historia (CSIC) y desde 2010 es profesora ad honorem de dicha institución. 
En 1993 fundó los Encuentros Peninsulares de Numismática Antigua.
Es profesora honorífica de la facultad de Letras de la Universidad de Oporto y miembro de la American Numismatic Society y del Deutsches Archäologisches Institut.
Directora de la revista Archivo Español de Arqueología  y de las monografías Anejos de Archivo Español de Arqueología, sus investigaciones se han centrado en historia antigua y arqueología, especialmente en la numismática, aunque también ha tratado otros temas como la etnicidad de los pueblos hispánicos, las causas sociales del origen de la moneda, la política romana o las redes económicas en el Mediterráneo antiguo.

## Publicaciones
Entre las obras que ha publicado destacan las siguientes:
- La Ceca de Cástulo, emisiones con escritura indígena (1980)
- Álbum de la antigua colección Sánchez de la Cotera de moneda ibero-romana (1986)
- El tesoro de Mogente y su entorno monetal (1990)
- Diccionario de cecas y pueblos hispánicos (2001)
- Las legiones hispánicas en Germania (2004)

## Reconocimientos
- Premio Nacional de la Asociación Numismática Española en 1987 y en 2003.[4][2]
- Cruz de Oficial de la Orden del Mérito de la República Federal de Alemania,  en reconocimiento a su investigación sobre arqueología militar en Germania e Hispania, que pone de manifiesto las relaciones político-económicas que hubo entre aquellos territorios en época romana.[4]